# 穴鼠屬
穴鼠屬（學名：Heteropsomys）是脊索动物门哺乳綱嚙齒目棘鼠科的一屬，包括島穴鼠和安第列穴鼠兩种，它們曾經主要分佈於拉丁美洲，現已全部滅絕。